# Huwajdżat as-Salla
Huwajdżat as-Salla (arab. حويجة السلة) – miejscowość w Syrii, w muhafazie Hama. W 2004 roku liczyła 3134 mieszkańców.